# Circondario di Caserta
Il circondario di Caserta era uno dei circondari in cui era suddivisa la provincia di Terra di Lavoro, esistito dal 1861 al 1927.

## Storia
Con l'Unità d'Italia (1861) la suddivisione in province e circondari stabilita dal Decreto Rattazzi fu estesa all'intera Penisola.
Il circondario di Caserta fu abolito, come tutti i circondari italiani, nel 1927, nell'ambito della riorganizzazione della struttura statale voluta dal regime fascista. Data la contemporanea soppressione della Terra di Lavoro, il territorio passò alla provincia di Napoli.

## Suddivisione
Nel 1863, la composizione del circondario era la seguente:
- mandamento I di Arienzo
  - comuni di Arienzo, San Felice a Cancello, Santa Maria a Vico
- mandamento II di Aversa
  - comuni di Aversa, Carinaro, Casaluce, Lusciano, Teverola
- mandamento III di Capua
  - comuni di Bellona, Cancello ed Arnone, Capua, Castel Volturno, Grazzanise, San Tammaro
- mandamento IV di Caserta
  - comuni di Caserta, Castel Morrone
- mandamento V di Formicola
  - comuni di Formicola, Castello di Sasso, Liberi di Formicola, Pontelatone
- mandamento VI di Maddaloni
  - comuni di Cervino, Maddaloni, Valle di Maddaloni
- mandamento VII di Marcianise
  - comuni di Capodrise, Macerata Marcianise, Marcianise, Portico di Caserta, Recale, San Marco Evangelista, San Nicola la Strada
- mandamento VIII di Mignano
  - comuni di Galluccio, Mignano, Rocca d'Evandro, San Pietro Infine
- mandamento IX di Pietramelara
  - comuni di Baia e Latina, Pietramelara, Pietravairano, Riardo, Roccaromana
- mandamento X di Pignataro Maggiore
  - comuni di Calvi Risorta, Camigliano, Giano Vetusto, Pastorano, Pignataro Maggiore, Rocchetta e Croce, Sparanise, Vitulaccio
- mandamento XI di Santa Maria Capua Vetere
  - comuni di Casanova e Coccagna, Casapulla, Curti, San Prisco, Santa Maria Capua Vetere
- mandamento XII di Succivo
  - comuni di Cesa, Gricignano, Orta di Atella, Succivo
- mandamento XIII di Teano
  - comuni di Caianello, Teano, Vairano Patenora
- mandamento XIV di Trentola
  - comuni di Casal di Principe, Frignano Maggiore, Frignano Minore, Parete, San Cipriano d'Aversa, San Marcellino, Trentola, Vico di Pantano

### Eventi successivi
Il 26 luglio 1908 il comune di San Nicola la Strada fu distaccato dal mandamento di Marcianise e aggregato a quello di Caserta.